# Jérôme Marcadanti
Jérôme Marcadanti (* 30. April 1893 in Grenoble; † 10. September 1926 in Beaune) war ein französischer Autorennfahrer.

## Karriere
Jérôme Marcadanti war in den 1920er-Jahren zweimal beim 24-Stunden-Rennen von Le Mans am Start. Beim Debütrennen 1923 pilotierte er gemeinsam mit seinem Landsmann Maurice Boutmy einen Amilcar Type CV an die achtzehnte Stelle der Gesamtwertung. 1924, wieder mit Boutmy als Partner, wurde er Vierzehnter.

## Statistik

### Le-Mans-Ergebnisse
| Jahr | Team                                       | Fahrzeug        | Teamkollege    | Platzierung |
| ---- | ------------------------------------------ | --------------- | -------------- | ----------- |
| 1923 | Société Nouvelle pour l’Automobile Amilcar | Amilcar Type CV | Maurice Boutmy | Rang 18     |
| 1924 | Société Nouvelle de l’Automobile Amilcar   | Amilcar Type CV | Maurice Boutmy | Rang 14     |